# 二號鎮區 (堪薩斯州摩里斯縣)
二號鎮區（英語：Township 2）為美國堪薩斯州摩里斯縣轄下的鎮區。2010年美国人口普查中該鎮區人口有720人。

## 地理
二號鎮區涵蓋總面積為281.81平方（108.81平方英里），其中268.35平方（103.61平方英里）為陸地，13.45平方（5.19平方英里）或4.77%為水域。海拔高度416（1,365英尺）。

## 人口統計
根據2010年美國人口普查，二號鎮區人口有720人，住房577戶，人口密度為2.55人/每平方公里。此鎮區居民之種族中，白人有704人，非裔美國人有1人，美洲原住民有6人，亞裔美國人有1人，太平洋島裔美國人有1人，其他種族有1人，混血種族則有6人。此外此鎮區有6人為西班牙裔或拉丁裔美國人。

## 交通

### 主要公路
- 56號美國國道
- 177號堪薩斯州州道